# Aulo Cecina Severo
Aulo Cecina Severo (in latino Aulus Caecina Severus; Volterra, 43 a.C. circa – dopo il 21) è stato un politico e militare romano dell'età giulio-claudia.

## Biografia

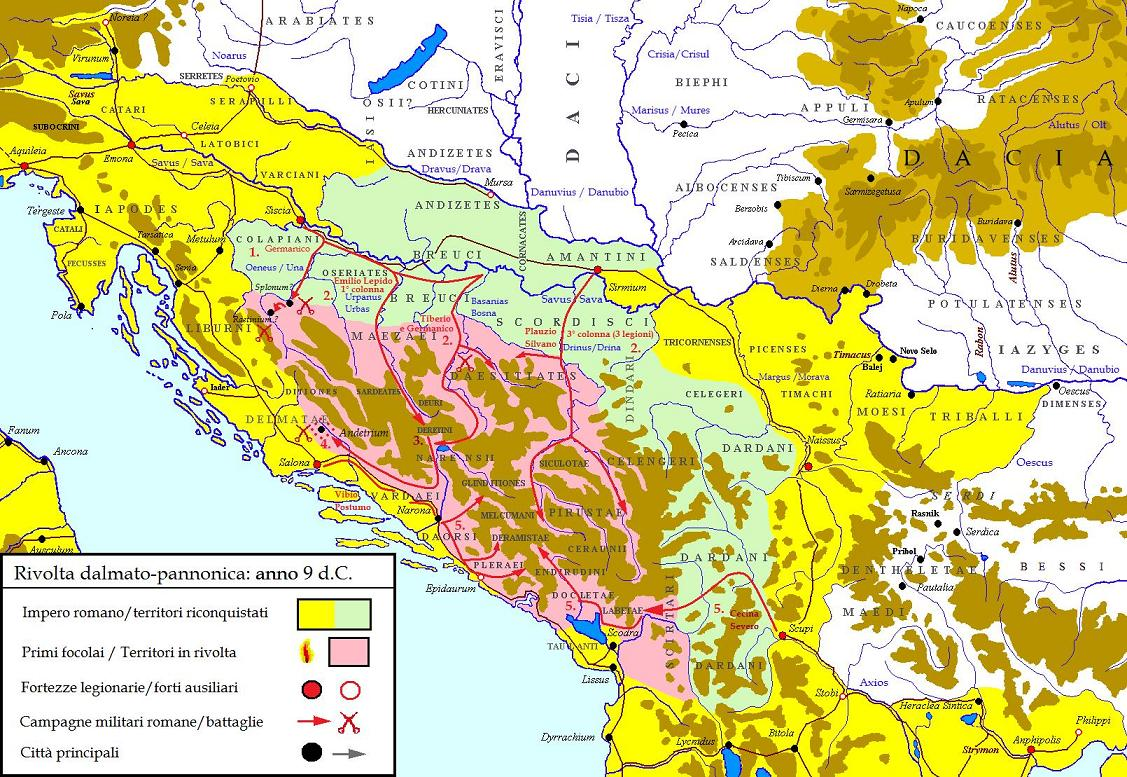
Quarto ed ultimo anno di guerra (nel 9).

Nacque attorno al 43 a.C.; appartenente alla gens Caecina, era originario di Volterra nell'Etruria, figlio di un certo Aulo Cecina e fratello di Gaio Cecina Largo, console suffetto nel 13. Ebbe sei figli.
Divenne console suffectus nell'1 a.C. all'età di 42 anni, poiché quale homus novus, non avendo una discendenza consolare, dovette aspettare per tradizione dopo i 40 anni. Era stato in precedenza tribuno militare, attorno al 25 a.C., poi Questore nel 19 a.C.

### Carriera militare

#### In Mesia e Pannonia
Fu uno dei migliori generali sotto Augusto e Tiberio, diventando, in seguito alle operazioni militari che si svilupparono nell'area illirico-balcanica, il primo governatore della neo-costituita provincia di Mesia (o forse come dice Syme è un anacronismo di Cassio Dione Cocceiano, e pertanto Cecina Severo era proconsole di Macedonia), dove fu duramente impegnato durante la grande rivolta contro Pannoni e Dalmati dal 6-9.
Nel 6 riusciva ad espugnare Sirmio, che era stata occupata dagli insorti, e riuscì a difendere la neo-provincia da attacchi e razzie di Sarmati Iazigi e Daci, avvalendosi anche dell'aiuto del re trace, Rhoimetalkes. L'anno seguente, insieme a Marco Plauzio Silvano, sotto l'alto comando del futuro imperatore Tiberio, guidò cinque legioni a Siscia, ed evitò una possibile distruzione dell'intera armata romana nella battaglia delle paludi Volcee. Negli anni successivi, dell'8 e 9, rimase impegnato lungo il fronte macedonico, sia a difendere la provincia affidatagli, dai continui attacchi di Daci e Iazigi, sia penetrando da est nell'Illirico meridionale, per reprimere gli ultimi focolai della rivolta dei Dalmati.

#### In Germania (14-16)

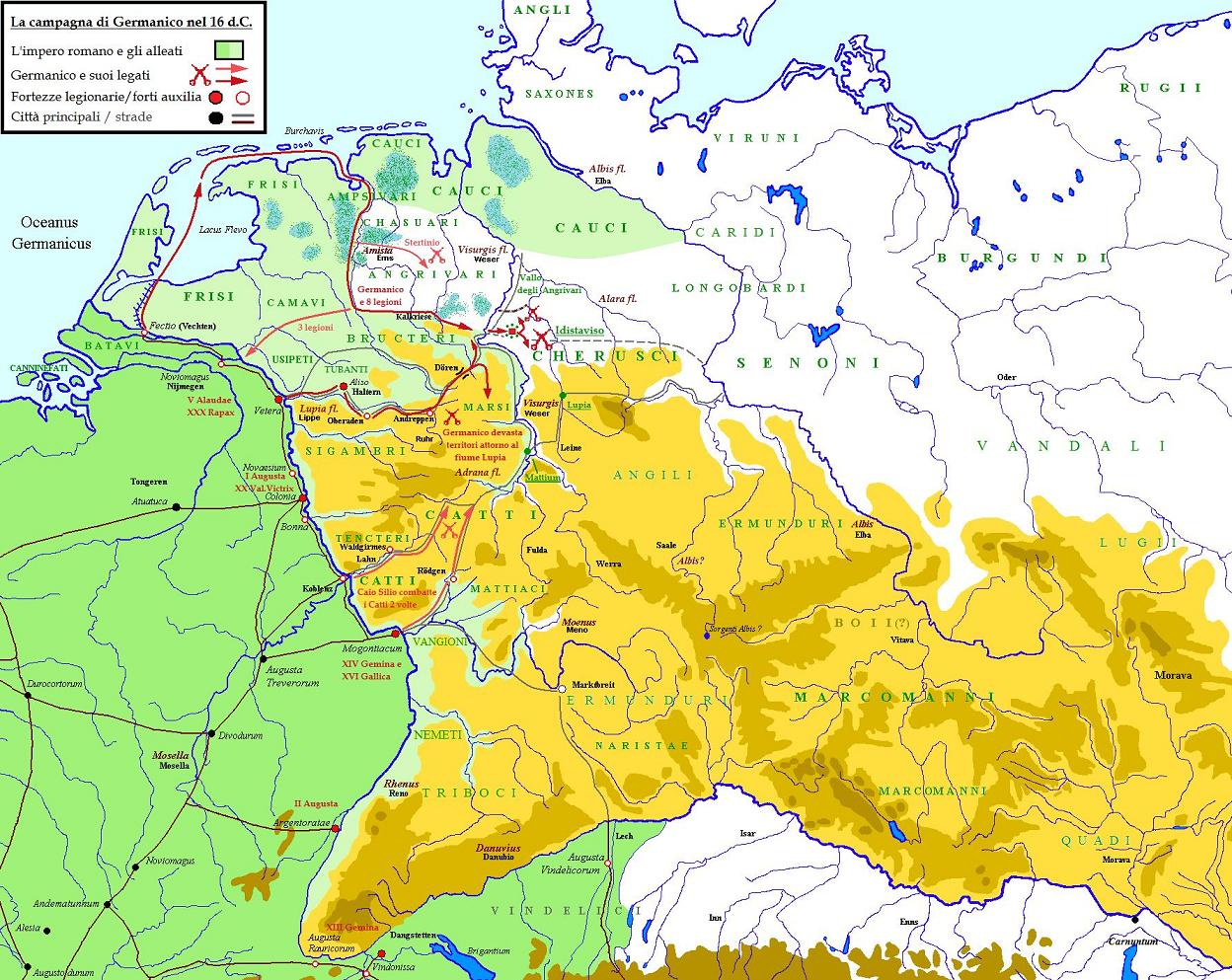
La campagna militare di Germanico nel 16 d.C.

Nel 14 divenne legato di Germanico nella Germania inferior, e dopo tre anni di campagne in Germania (dal 14 al 16), otteneva gli Ornamenta triumphalia e la parziale sconfitta di Arminio. L'onore di Roma era salvo. La disfatta subita a Teutoburgo era stata riscattata. Di lui si ricorda nel corso della campagna del 15, un episodio in cui, sorpreso con le sue legioni, durante l'attraversamento dei cosiddetti pontes longi nelle zone acquitrinose tra il fiume Ems ed il Weser, rischiò di venire annientato da un attacco improvviso dei Germani. Prudentemente però egli, a differenza di Varo,  aveva fatto costruire un accampamento trincerato durante la sosta delle truppe, per cui poté respingere con successo l'attacco e successivamente allontanarsi. Questo episodio è noto come battaglia dei Pontes Longi.
È, infine, sua la proposta nel 21 di vietare la presenza delle mogli presso i comandanti provinciali, da buon militare qual era, forse per evitare distrazioni nel corso di dure campagne militari.